# Cat Hill
Cat Hill (kinesiska: 雷公坑) är en kulle i Hongkong (Kina). Den ligger i den norra delen av Hongkong. Toppen på Cat Hill är 11 meter över havet.
Terrängen runt Cat Hill är kuperad åt sydost, men åt nordväst är den platt. Runt Cat Hill är det mycket tätbefolkat, med 2 521 invånare per kvadratkilometer. Närmaste större samhälle är Tsuen Wan, 17,2 km söder om Cat Hill. I omgivningarna runt Cat Hill växer i huvudsak städsegrön lövskog.